# Bệnh di truyền

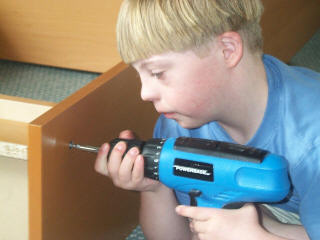
Một cậu bé bị hội chứng Down, một trong những rối loạn di truyền phổ biến nhất

Bệnh di truyền thực chất là những rối loạn di truyền (genetic disorder) gồm các hội chứng, bệnh hoặc dị tật do cha mẹ truyền cho con qua hoặc do đột biến ở phôi tế bào con (trong thai kỳ). Mầm bệnh có từ trong hợp tử hoặc phôi, thai là thời điểm khởi đầu của người con từ khi vẫn còn ở tử cung của người mẹ. Nhiễm sắc thể của tinh trùng hoặc của trứng vốn mang gen bệnh hoặc cũng có thể do sai lệch bất thường của nhiễm sắc thể. Có thể phân loại bệnh di truyền theo chức năng các sản phẩm của gen bị bệnh: bệnh của phân tử không phải enzim, bệnh lý của phân tử enzim gây các bệnh về rối loạn chuyển hoá amino acid, lipid, gluxit... Cũng cần phân biệt các bệnh di truyền với các bệnh bẩm sinh.